# Siikasaari (ö i Finland, Södra Savolax, Nyslott, lat 61,75, long 28,97)
Siikasaari är en ö i Finland. Den ligger i sjön Pihlajavesi och i kommunen Nyslott i  landskapet Södra Savolax, i den sydöstra delen av landet, 280 km nordost om huvudstaden Helsingfors. Öns area är 1,7 hektar och dess största längd är 360 meter i sydöst-nordvästlig riktning.